# 시디 (사르데냐)
시디(Siddi)는 이탈리아 사르데냐 주 수드사르데냐도에 있는 코무네(지방 자치체)로, 칼리아리에서 북서쪽으로 약 50 킬로미터 (31 mi) 떨어져 있으며, 역사적 하위 지역인 마르밀라의 산루리에서 북쪽으로 약 11 킬로미터 (7 mi) 떨어져 있다.
시디는 바레사, 콜리나스, 곤노스코디나, 곤노스트라마차, 루나마트로나, 파울리아르바레이, 우사라마나와 접하고 있다. 이곳에는 오지에리 문화의 도무스 데 야나스, 거인의 무덤 및 여러 누라게 마을을 포함한 여러 고고학적 유적지가 있다.